# Dicliptera nilotica
Dicliptera nilotica är en akantusväxtart som beskrevs av C. B. Cl.. Dicliptera nilotica ingår i släktet Dicliptera och familjen akantusväxter. Inga underarter finns listade i Catalogue of Life.